# Brokaw
Brokaw és una població dels Estats Units a l'estat de Wisconsin. Segons el cens del 2000 tenia 107 habitants.

## Demografia
Segons el cens del 2000, Brokaw tenia 107 habitants, 47 habitatges, i 24 famílies. La densitat de població era de 41,7 habitants per km².
Dels 47 habitatges en un 17% hi vivien nens de menys de 18 anys, en un 38,3% hi vivien parelles casades, en un 6,4% dones solteres, i en un 48,9% no eren unitats familiars. En el 38,3% dels habitatges hi vivien persones soles el 21,3% de les quals corresponia a persones de 65 anys o més que vivien soles. El nombre mitjà de persones vivint en cada habitatge era de 2,28 i el nombre mitjà de persones que vivien en cada família era de 2,92.
Per edats la població es repartia de la següent manera: un 17,8% tenia menys de 18 anys, un 15% entre 18 i 24, un 30,8% entre 25 i 44, un 19,6% de 45 a 60 i un 16,8% 65 anys o més.
L'edat mediana era de 35 anys. Per cada 100 dones de 18 o més anys hi havia 109,5 homes.
La renda mediana per habitatge era de 27.083 $ i la renda mediana per família de 54.167 $. Els homes tenien una renda mediana de 26.458 $ mentre que les dones 25.000 $. La renda per capita de la població era de 28.290 $. Aproximadament el 20,8% de les famílies i el 21,5% de la població estaven per davall del llindar de pobresa.

## Poblacions més properes
El següent diagrama mostra les poblacions més properes.